# Нижний парк (Сестрорецк)
Ни́жний парк (парк «Пята́») — парк в городе Сестрорецке Курортного района Санкт-Петербурга. Один из трех парков в историческом районе Канонерка.
Парк занимает два квартала внутри Парковой улицы. Разрезан Никитинской улицы. Парковая улица огибает парк по всему периметру, создавая форму ступни, почему и существует второе название — «Пята».
Был разбит в конце XIX — начале XX века по проекту неустановленного автора. Основное название дано в ряду двух других парков Канонерки — Верхнего и Среднего.
Нижний парк является объектом культурного наследия регионального значения. Является зеленой зоной общего пользования.